# Palestyna (mandat)
Brytyjski Mandat Palestyny (arab. الانتداب البريطاني على فلسطين; hebr. המנדט הבריטי על פלשתינה א”י; ang. The British Mandate for Palestine), czasami określany jako Mandat Palestyny – terytorium mandatowe istniejące w latach 1922–1948, utworzone z części terytoriów byłego Imperium Osmańskiego na Bliskim Wschodzie.
Po zakończeniu I wojny światowej Liga Narodów starała się zapobiec rozszerzaniu na tych terytoriach kolonializmu. Nie mając jednak żadnej władzy wykonawczej, powierzyła mandat nad Palestyną w ręce Wielkiej Brytanii. Władze mandatowe miały obowiązek wykonywania wszystkich poleceń organizacji międzynarodowej. W 1921, za zgodą Ligi Narodów, z terytorium Mandatu Palestyny wydzielono obszar położony na wschód od rzeki Jordan, tworząc Emirat Transjordanii (25 maja 1946 uzyskał niepodległość jako Królestwo Transjordanii). Tereny położone na zachód od rzeki Jordan pozostały jako Mandat Palestyny pod bezpośrednimi rządami brytyjskimi. Narastający konflikt arabsko-żydowski spowodował, że na początku 1947 Wielka Brytania zrzekła się roli mediatora w Palestynie. Sprawa Palestyny została poddana pod obrady Zgromadzenia Ogólnego Organizacji Narodów Zjednoczonych, które przyjęło 29 listopada 1947 rezolucję nr 181 w sprawie rozwiązania konfliktu arabsko-żydowskiego, poprzez utworzenie dwóch państw: arabskiego i żydowskiego. Arabowie odrzucili ten plan, więc Żydzi doprowadzili do wybuchu wojny domowej w Mandacie Palestyny. 14 maja 1948 państwo Izrael proklamowało niepodległość. Następnego dnia rozpoczęła się I wojna izraelsko-arabska.

## Etymologia nazwy
Terytorium mandatowe otrzymało nazwę Mandatu Palestyna. Nadanie nazwy nastąpiło zgodnie z europejskimi tradycjami. Nazwa „Palestyna” pochodzi od nazwy rzymskiej prowincji Syria Palaestina, później bizantyńskiej prowincji Palestina Prima i Palestina Secunda.
W 1926 brytyjskie władze mandatowe formalnie zdecydowały się na użycie tradycyjnych nazw arabskiej Filasţīn (arab. فلسطين) i hebrajskiej Palestyna (hebr. פּלשׂתינה). Przedstawiciele społeczności żydowskiej zasugerowali, że prawidłową nazwą hebrajską powinna być Ziemia Izraela (hebr. ארץ ישׂראל). Ostatecznie Brytyjczycy poszli na kompromis, i kiedy w oficjalnych dokumentach wymieniano nazwę Mandatu Palestyna w języku hebrajskim, dodawali inicjały proponowanej nazwy hebrajskiej א”י. Przywódcy społeczności arabskiej uznali ten kompromis za naruszenie warunków mandatu i zażądali arabskiej nazwy Południowa Syria (سوريا الجنوبية). Nawiązywała ona do arabskiej koncepcji utworzenia Wielkiej Syrii. Brytyjskie władze odrzuciły tę propozycję.

## Symbole Mandatu Palestyny
Terytorium to nie posiadało własnej oficjalnej flagi. Jako że było częścią imperium brytyjskiego, jego flagą de facto był brytyjski Union Jack. Lokalny rząd, ministerstwa i administracja miały swoje własne symbole. Jedyną specyficzną dla Palestyny flagą niezastrzeżoną dla oficjalnego rządu, była Palestine Ensign, wzorowana na brytyjskim Red Ensign. Miała czerwone tło, z flagą brytyjską w kantonie. W części prawej, na środku, znajdował się biały okrąg z napisem Palestine. Używana była praktycznie tylko jako bandera statków zarejestrowanych na terytorium Brytyjskiego Mandatu Palestyny. Jej używanie na lądzie było bardzo ograniczone, nie identyfikowali się z nią też mieszkańcy Palestyny.

## Historia

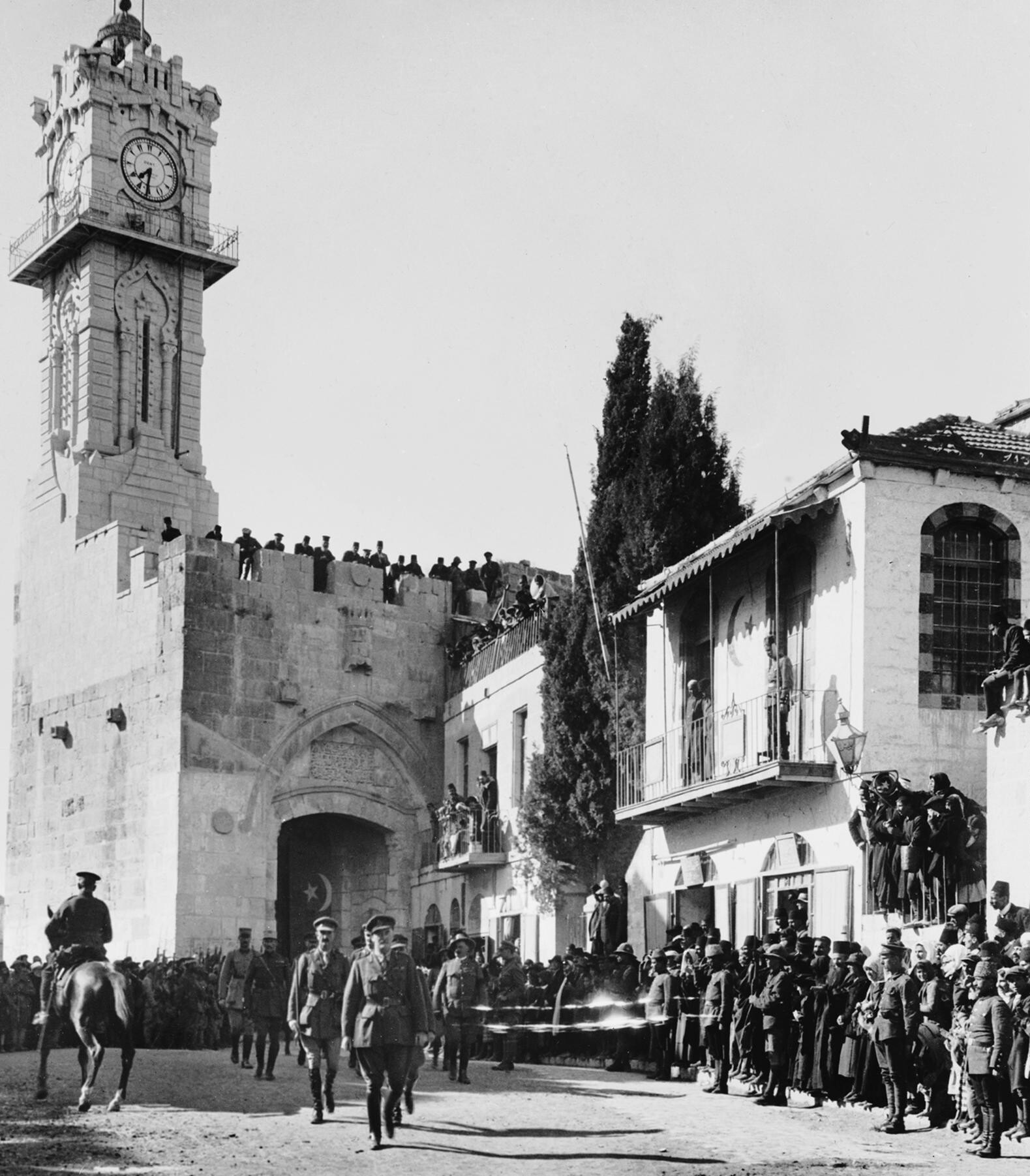
Brytyjski generał Edmund Allenby wkracza jako zwycięzca do Jerozolimy, 11 grudnia 1917

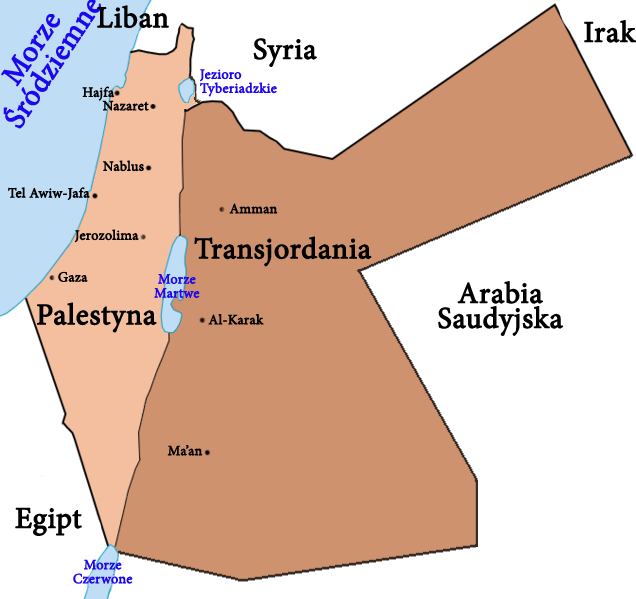
Podział Mandatu Palestyny na Palestynę i Emirat Transjordanii, 1921

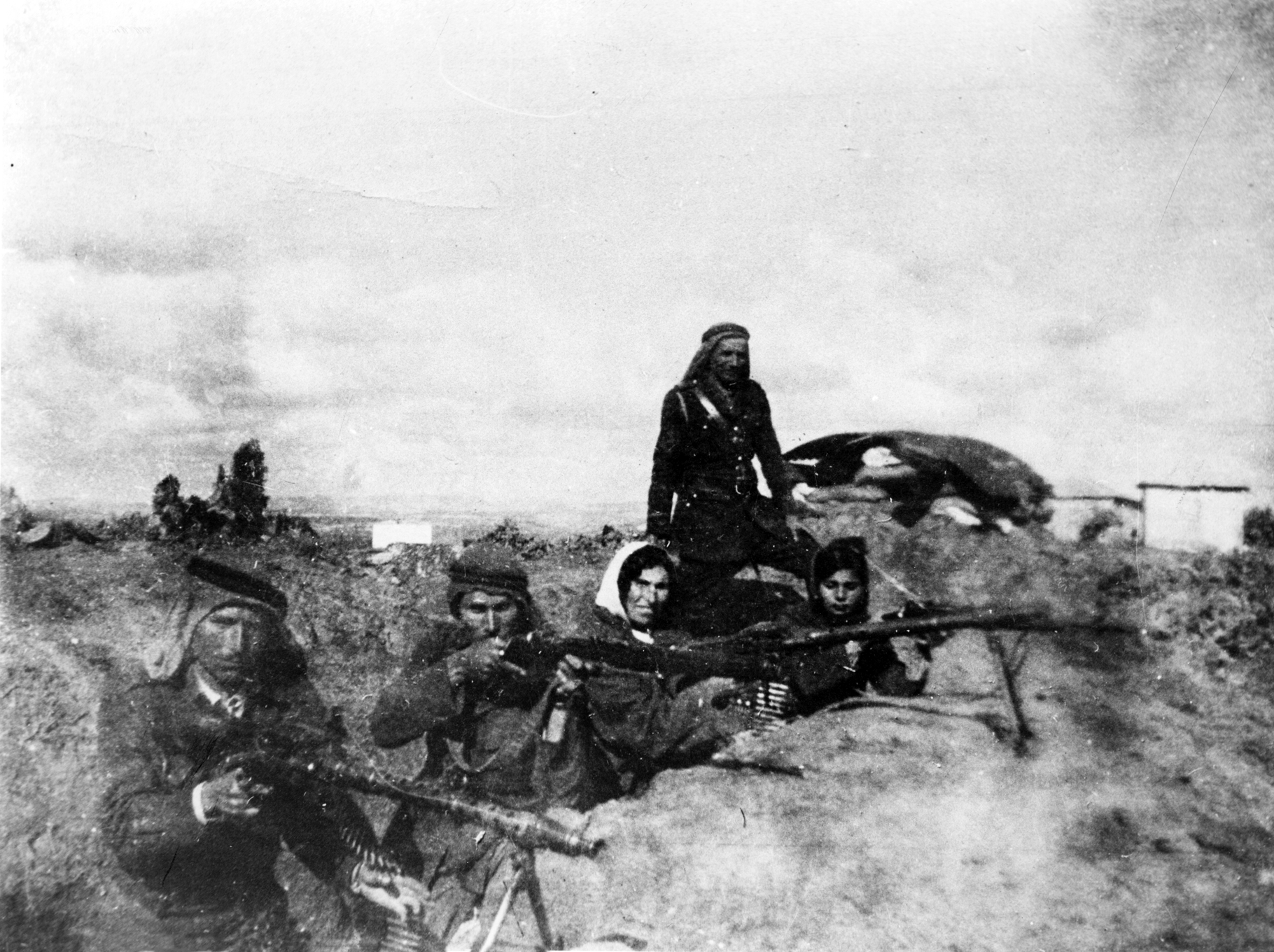
Arabscy powstańcy w Palestynie, 1936

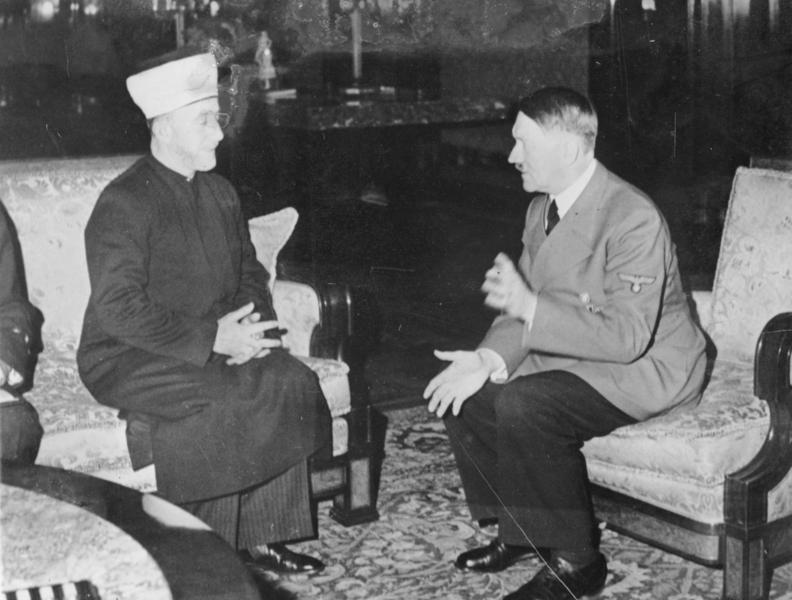
Al-Hadżdż Muhammad Amin al-Husajni z Adolfem Hitlerem, grudzień 1941

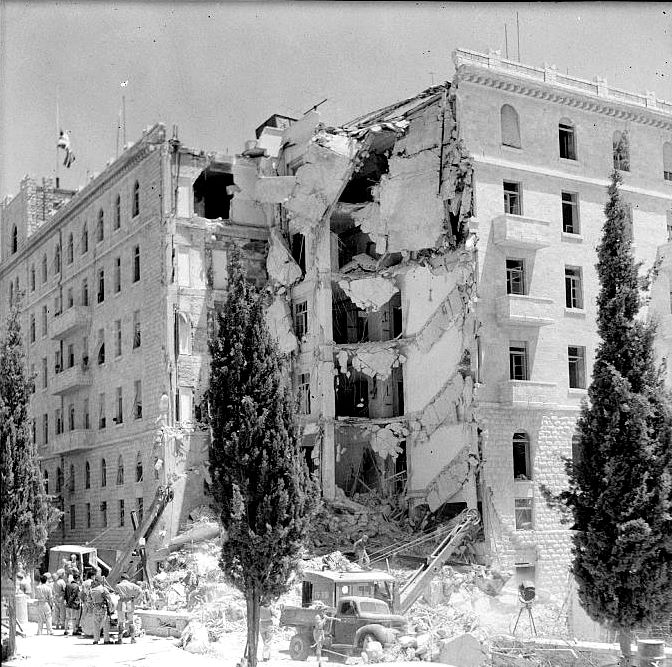
Hotel King David w Jerozolimie po zamachu Irgunu, 22 lipca 1946

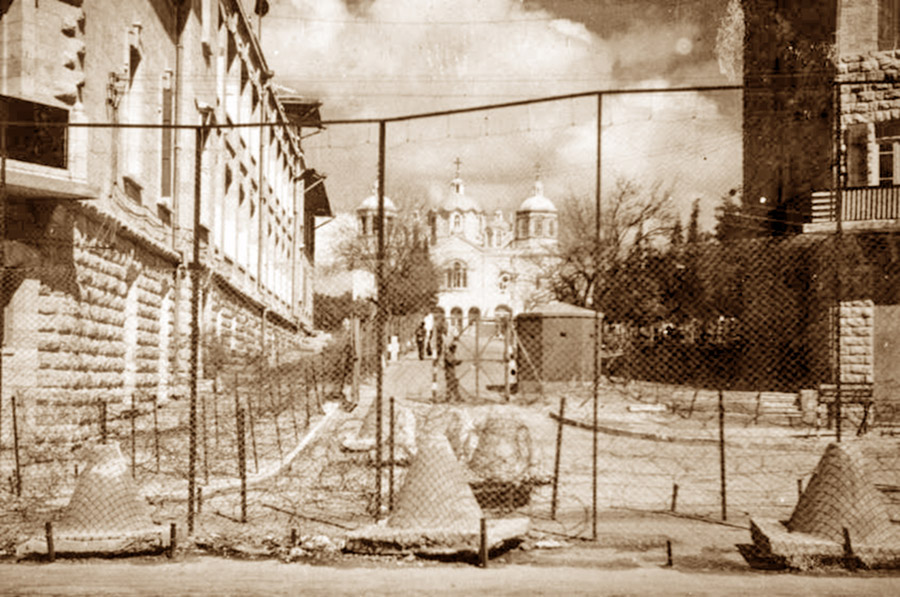
Główna kwatera brytyjskiej policji, nazywana „Bevingrad”, osiedle Migrasz ha-Rusim w Jerozolimie, 1946

Plan podziału Palestyny uchwalony przez ONZ w 1947

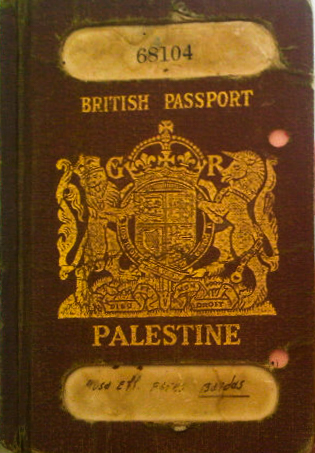
Paszport Mandatu Palestyny

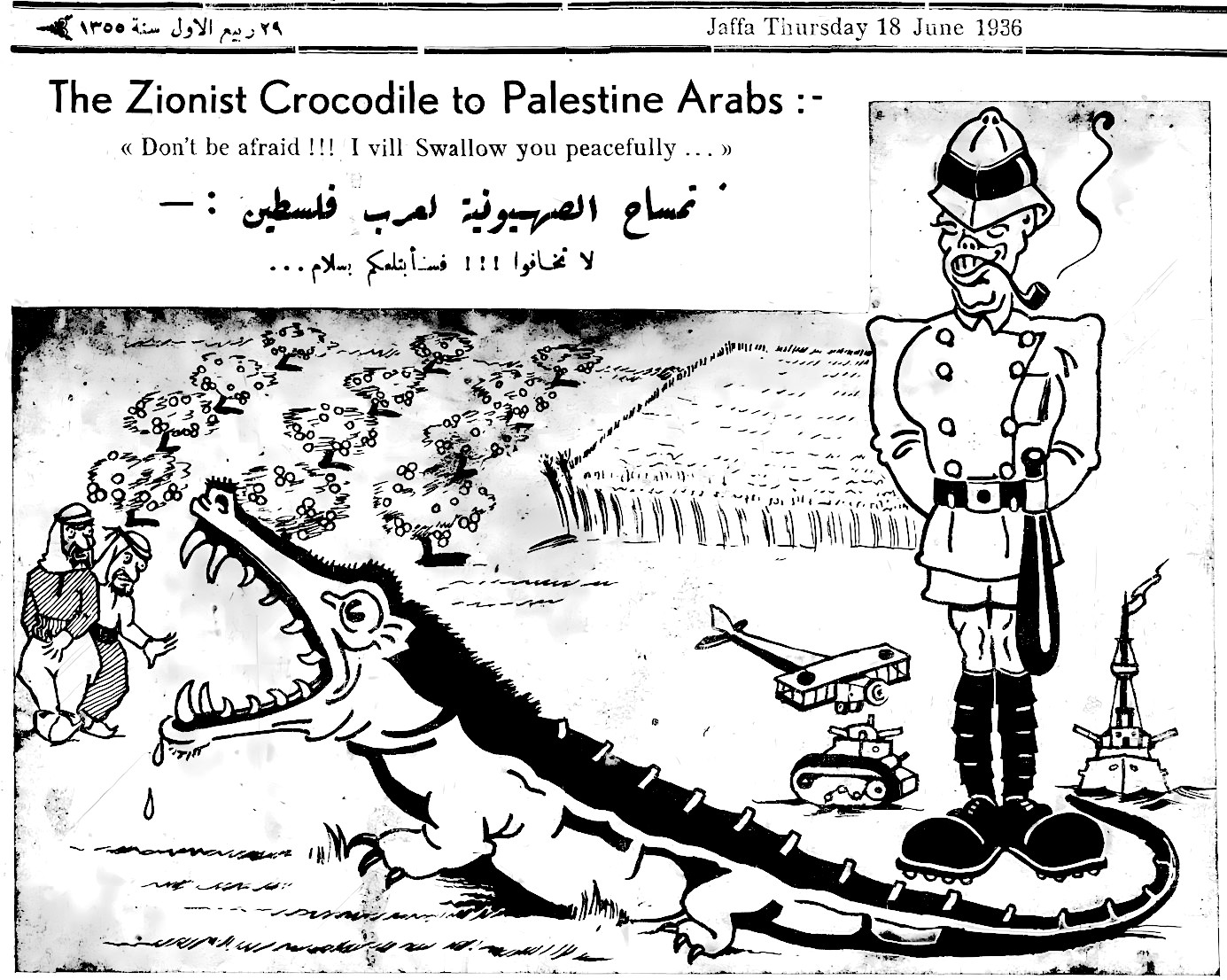
Karykatura z 1936 r. opublikowana w arabskojęzycznej gazecie Falastin o syjonizmie, Palestynie i Brytyjczykach: syjonizm symbolizowany przez krokodyla pod ochroną brytyjskiego oficera, mówiącego palestyńskim Arabom: „Nie bójcie się!!! Połknę was pokojowo...”

Podczas I wojny światowej w 1917 Brytyjczycy pokonali wojska tureckie, zajmując całość terytoriów Palestyny, Syrii i Libanu. Do końca wojny obszar ten pozostawał pod brytyjską administracją wojskową. Po wojnie istniała pilna potrzeba uregulowania stref wpływów i granic państwowych na całym Bliskim Wschodzie. Podczas spotkania alianckiej „Rady Czterech” w 1919, brytyjski premier David Lloyd George oświadczył, że podstawą porozumienia musi być umowa Fajsal-Weizman zawarta pomiędzy przywódcą ruchu syjonistycznego Chaimem Weizmanem i arabskim emirem Fajsalem I. Przy czym dla społeczności żydowskiej niezwykle ważnym były brytyjskie obietnice z 1917 r. utworzenia w Palestynie „żydowskiej siedziby narodowej” zawarte w deklaracji Balfoura. Natomiast dla społeczności arabskiej niezwykle ważną była korespondencja prowadzona podczas I wojny światowej pomiędzy brytyjskim wysokim komisarzem Egiptu sir Henrym McMahonem a szarifem Mekki Said Husajn ibn Ali. Korona brytyjska zgodziła się wówczas „poprzeć arabskie dążenia niepodległościowe” w Imperium osmańskim. W zamian Arabowie przyłączyli się do wojny przeciwko Turkom. Na podstawie tych dwóch częściowo sprzecznych z sobą obietnic, zarówno Żydzi, jak i Arabowie byli przekonani, że Wielka Brytania obiecała im utworzenie niepodległego państwa w Palestynie. Mocarstwa zachodnie były jednak związane odrębną umową Sykes-Picot zawartą w 1916 pomiędzy Wielką Brytanią a Francją. Na jej podstawie podczas konferencji w San Remo 25 kwietnia 1920 zawarły formalne porozumienie przyznające Wielkiej Brytanii Mandat Palestyny, a Francji – Mandat Syrii i Libanu. Odpowiednie zapisy w tej sprawie zostały włączone w sierpniu 1920 do treści traktatu pokojowego w Sèvres.
Brytyjczycy od samego początku usiłowali prowadzić wyważoną politykę w Palestynie. Było to niezwykle trudne wobec nieustannie rosnącego osadnictwa żydowskiego, które budziło coraz większe niezadowolenie społeczności arabskiej. Do pierwszych wystąpień arabskich doszło już w 1920 – były to zamieszki w Nabi Musa. W ich wyniku przywódca i inicjator wystąpień, Al-Hadżdż Muhammad Amin al-Husajni, został zaocznie skazany na dziewięć lat więzienia, a społeczność żydowska rozpoczęła tworzenie własnej paramilitarnej organizacji samoobrony Hagana. W lipcu 1920 administracja wojskowa Palestyny została zastąpiona przez administrację cywilną, kierowaną przez wysokiego komisarza Palestyny. W tym celu 20 czerwca 1920 do Palestyny przybył sir Herbert Samuel, który 1 lipca oficjalnie został pierwszym wysokim komisarzem Palestyny. Próbował on stworzyć samorządowe instytucje żydowskiej i arabskiej społeczności Palestyny, napotkał jednak na opór arabskich przywódców, którzy odmówili współpracy z jakąkolwiek instytucją w skład której weszliby Żydzi. W maju 1921 doszło do kolejnych krwawych arabskich wystąpień – zamieszki w Jafie. Brytyjskie wojska mandatowe przez pierwsze trzy dni nie angażowały się w starcia, umożliwiając im rozszerzenie się na prawie całe terytorium państwa. W ich rezultacie zginęło 47 Żydów i 48 Arabów, a rannych było 146 Żydów i 73 Arabów. Aby uspokoić nastroje społeczności arabskiej, brytyjskie władze uzyskały zgodę Ligi Narodów na wydzielenie z terytorium Mandatu Palestyny obszaru położonego na wschód od rzeki Jordan, tworząc tam arabski Emirat Transjordanii (obszar ten wyłączono z deklaracji Balfoura). Następnie sir Samuel wyraził zgodę, aby Al-Hadżdż Muhammad Amin al-Husajni powrócił do Palestyny i został wielkim muftim Jerozolimy. Był on arabskim nacjonalistą i odegrał kluczową rolę w gwałtownej opozycji wobec żydowskiego osadnictwa w Palestynie. Postanowił wykorzystać dla własnych politycznych celów Wzgórze Świątynne w Jerozolimie, a szczególnie meczet al-Aksa i Kopułę na Skale. Amin był zdecydowany przekształcić meczet Al-Aksa w symbol panarabskiego i palestyńskiego nacjonalizmu w walce z napływem żydowskich imigrantów do Palestyny. Prowadząc swoją kampanię często oskarżał Żydów o planowanie przejęcia kontroli nad Murem Zachodnim, który był niezbywalną własnością i częścią meczetu al-Aksa. Pomimo tych wszystkich trudności brytyjskim władzom udało się jednak utworzyć żydowskie Zgromadzenie Reprezentantów i arabską Najwyższą Radę Muzułmańską. W 1922 al-Husajni został prezesem Najwyższej Rady Muzułmańskiej. Rada nadzorowała finanse muzułmańskiego Wakfu, o wartości dziesiątek tysięcy funtów rocznie oraz funduszu o wartości około 50 000 funtów rocznie. W porównaniu roczny budżet Agencji Żydowskiej wynosił 600 000 funtów. Kolejnym krokiem ustępstw Brytyjczyków względem Arabów było ogłoszenie w czerwcu 1922 białej księgi Churchilla, która w znacznym stopniu ograniczała liczebność nowych żydowskich imigrantów napływających do Palestyny. 29 września 1923 Liga Narodów oficjalnie przyznała Wielkiej Brytanii mandat nad Palestyną. W październiku tego samego roku, Brytania przedstawiła Lidze raport z administracji nad Palestyną w latach 1920–1922. Aby uspokoić niezadowolenie społeczności żydowskiej, władze mandatowe zezwoliły w kwietniu 1925 na formalne otwarcie Uniwersytetu Hebrajskiego.
Do kolejnych arabskich wystąpień doszło w 1925. Brytyjczycy wówczas stanowczo stłumili wszystkie wystąpienia, nie pozwalając na eskalację starć. Jednak w 1929 sytuacja wymknęła się im spod kontroli i starcia spod Wzgórza Świątynnego w Jerozolimie rozlały się po całym kraju – zamieszki w Palestynie 1929. Zginęło wówczas 133 Żydów i 116 Arabów. Po tych wydarzeniach zostało przeprowadzone dochodzenie, a końcowy raport przedstawił sekretarz stanu do spraw kolonii sir John Hope Simpson. Raport mówił, że arabska społeczność Palestyny nie jest w stanie stworzyć własnego samodzielnego państwa, ponieważ jest zbyt biedną i słabą ekonomicznie grupą społeczną. Jako jedyną możliwość rozwoju Palestyny wskazano napływ średniej klasy żydowskiej, która poprzez tworzenie nowych osad rolniczych pobudzała rozwój gospodarki narodowej. Jednakże wiązało się z tym rosnące zagrożenie ze strony arabskich rozruchów. Wrogość do nowych imigrantów była podstawowym czynnikiem budującym rodzącą się narodową tożsamość palestyńskich Arabów. Podsumowując, raport zalecał, aby w celu utrzymania spokoju wewnętrznego, ograniczyć żydowską imigrację. W rezultacie w październiku 1930 brytyjski rząd opublikował kolejną białą księgę Passfielda, zmniejszając liczbę żydowskich imigrantów i ograniczając prawa nabywania ziemi w Palestynie. Zapoczątkowało to organizowanie nielegalnej alii, która nasiliła się wraz z dojściem w 1933 narodowych socjalistów do władzy w Niemczech. W odpowiedzi Brytyjczycy stosowali różnorodne środki represyjne wobec społeczności żydowskiej w Palestynie. Nic to jednak nie pomagało, i Haganie udawało się utrzymywać kanały przerzutowe imigrantów.
W 1930 szejk Izz ad-Din al-Kassam założył antysyjonistyczną i antybrytyjską organizację Czarna Ręka (arab. الكف الاسود; al-Kaff al-Aswad). Rozpoczął werbunek chłopów i zorganizował system szkoleń paramilitarnych, w którym w 1935 uczestniczyło około 800 ludzi. Na ich podstawie rozpoczęto tworzenie siatki zbrojnych oddziałów, które zaangażowały się w akcje dywersyjne przeciwko żydowskim kibucom i moszawom, oraz brytyjskim liniom kolejowym. W listopadzie 1935 doszło do starcia arabskich bojowników z patrolem brytyjskiej policji, w którym zginął jeden policjant. Po tym incydencie Brytyjczycy zorganizowali obławę i w starciu przy wiosce Dża’bad zabili al-Kassama. Jego śmierć wywołała oburzenie arabskiej społeczności. W pogrzebie w Hajfie uczestniczyły tłumy. Krótko po tym arabscy przywódcy zażądali zezwolenia na utworzenie własnego rządu Palestyny i całkowitego zakazania żydowskiego osadnictwa. Wobec odmowy w kwietniu 1936 spontanicznie ogłoszono strajk powszechny, który trwał do października. Podczas lata doszło do licznych aktów napaści na żydowskie osady rolnicze, podczas których doszło do pobić, podpaleń i celowych zniszczeń mienia żydowskiego. Starcia przerodziły się w arabskie powstanie w Palestynie. W 1937 raport o przyczynach wybuchu rozruchów i sposobach rozwiązania sytuacji przedstawiła Królewska Komisja Palestyny, na czele której stał Lord William Peel. Jako jedyne rozwiązanie konfliktu wskazano odseperowanie obu zwaśnionych ze sobą społeczności w dwóch państwach: mniejszym żydowskim i większym arabskim. Strona żydowska wykazała zainteresowanie tym planem i wyraziła gotowość współpracy, jednak Arabowie odrzucili propozycje, zapowiadając kontynuację walki aż do uzyskania pełnej arabskiej samodzielności. W rezultacie jesienią 1937 doszło do nasilenia walk i Brytyjczycy utracili na osiemnaście miesięcy kontrolę nad miastami Nablus i Hebron. Brytyjczycy aby stłumić powstanie musieli użyć regularnych oddziałów wojskowych, które były wspierane przez liczące około 6 tys. ludzi żydowskie oddziały organizowane przez kapitana Orde’a Wingate’a. Konsekwencje tego powstania były tragiczne – zginęło 400 Żydów, 200 brytyjskich żołnierzy i ponad 5 tys. Arabów, natomiast około 15 tys. Arabów zostało rannych. Jednak najpoważniejszą konsekwencją powstania było pozbawienie arabskiej społeczności przywództwa narodowego, rozbicie spójności narodowej i zniszczenie zdolności wojskowych. Wielki mufti Jerozolimy musiał uciec z Palestyny i w bardzo ograniczonym stopniu kontynuował swoją politykę na emigracji. Miało to daleko idące konsekwencje, ponieważ kilka lat później, „gdy Palestyńczycy stanęli w obliczu najbardziej brzemiennych w skutkach wydarzeń lat 1947–1949, nadal cierpieli oni skutki brytyjskich represji 1936–1939, i w istocie nie posiadali jednolitego przywództwa. W rzeczywistości można argumentować, że praktycznie w ogóle nie mieli przywództwa”. Powstanie miało natomiast zupełnie odmienne konsekwencje dla społeczności żydowskiej, która uświadomiła sobie własną słabość i rozpoczęła reorganizację swojej podziemnej organizacji paramilitarnej Hagany.
W 1938 rząd brytyjski wysłał do Palestyny Komisję Podziału Palestyny, na czele której stał sir John Woodhead. Jej raport zawierał trzy propozycje przebiegu granic: plan A był powtórzeniem raportu Komisji Peela, natomiast plan B i plan C różniły się od siebie wielkością terytorium pozostawionego pod kontrolą brytyjską. Żaden z tych planów nie zadowolił żadnej ze stron konfliktu. W rezultacie, rząd brytyjski ogłosił białą księgę z 1939, która praktycznie zamknęła Żydom dostęp do Palestyny. Okazało się to niezwykle tragiczne w skutkach dla wielu Żydów, którzy zginęli podczas Holocaustu w Europie – prawie nie mieli możliwości ucieczki. Pomimo to, począwszy od roku 1939, żydowskie organizacje przystąpiły do organizacji nielegalnej imigracji do Palestyny. Żydowscy uciekinierzy z Europy byli przemycani statkami, z których wiele zostało przechwyconych przez nazistów bądź brytyjskie władze mandatowe. Jedną z większych tragedii było zatopienie w lutym 1942 na Morzu Czarnym statku Struma przez sowiecką łódź podwodną. Zginęło wówczas prawie 800 ludzi. Wielu innych nielegalnych żydowskich imigrantów zostało zatrzymanych przy plażach w Palestynie i osadzonych w obozach dla internowanych lub deportowano ich do takich miejsc jak Mauritius. Sytuacja ta wywoływała wzburzenie radykalnych prawicowych środowisk żydowskich w Palestynie. Awraham Stern odłączył się wówczas od organizacji Irgun i założył własną Lechi, która rozpoczęła walkę z brytyjskimi władzami mandatowymi domagając się zniesienia ograniczeń imigracji. Członkowie Lechi dopuścili się licznych brutalnych akcji, z których wiele można nazwać działaniami terrorystycznymi. 6 listopada 1944 w Kairze zamordowano brytyjskiego ministra stanu ds. Bliskiego Wschodu barona Waltera Guinnessa. W odwecie Brytyjczycy aresztowali wielu członków żydowskich organizacji Hagana i Irgun, dążąc do rozbicia Lechi.
Podczas II wojny światowej, na wiosnę 1941, siły brytyjskie w Egipcie znalazły się w bardzo poważnym zagrożeniu ze strony niemieckiego korpusu ekspedycyjnego Afrika Korps generała Erwina Rommela, który prowadził natarcie w Afryce Północnej w kierunku Kanału Sueskiego. W przypadku brytyjskiej porażki Niemcy mogliby z łatwością wkroczyć do Palestyny i połączyć swoje siły z francuskimi siłami Vichy w Libanie i Syrii. Wielka Brytania bezskutecznie usiłowała nakłonić bliskowschodnie państwa arabskie do utworzenia wspólnego sojuszu przeciwko Niemcom. W świecie arabskim brakowało jednak jednomyślności, a idee panarabizmu były w wielu zarysach zbliżone do narodowego socjalizmu, co czyniło z Arabów potencjalnych sojuszników dla Niemców. Wielu arabskich przywódców liczyło na zwycięstwo państw Osi, spodziewając się, że będzie to najlepszym sposobem ochronienia Palestyny przed syjonistami i Brytyjczykami. Sytuację usiłował wykorzystać Amin al-Husajni, który pod koniec 1941 spotkał się z włoskim przywódcą Benito Mussolinim, a następnie przyjechał do Berlina, gdzie z Ernstem von Weizsäcker omówił tekst deklaracji o współpracy niemiecko-arabskiej. 20 listopada odbyło się spotkanie z ministrem spraw zagranicznych Joachimem von Ribbentropem, a 28 listopada z Adolfem Hitlerem. Al-Husajni poprosił Hitlera o wydanie publicznej deklaracji „uznania i sympatii dla arabskiej walki o niepodległość i wyzwolenie, które byłoby wsparciem do likwidacji żydowskiej siedziby narodowej”. Hitler nigdy nie wygłosił podobnej deklaracji mówiąc, że pobudziłoby to brytyjskie działania przeciwko francuskim rządom Vichy w Libanie i Syrii. Dał jednak al-Husajniemu zapewnienie, że Niemcy będą systematycznie dążyć do ostatecznego rozwiązania kwestii żydowskiej. Po rozwiązaniu problemu w Europie i ZSRR celem Niemiec miało być zniszczenie elementów żydowskich zamieszkujących państwa arabskie (Das deutsche Ziel Würde lediglich dann die vernichtung des im Arabischen Raum der unter der Protektion britischen Macht lebenden Judentums sein). Brytyjczycy doszli do wniosku, że sytuacja zmusza ich do rozpoczęcia ścisłej współpracy ze społecznością żydowską w Mandacie Palestyny i nawiązali wówczas bliskie kontakty z Haganą, aby prowadzić działania przeciwko wspólnemu wrogowi – hitlerowskim Niemcom. Współpraca ta polegała między innymi na utworzeniu kompanii szturmowych Palmach oraz rekrutacji żydowskich ochotników do British Army (utworzono Brygadę Żydowską). Okres największego zagrożenia brytyjskich linii obronnych w Egipcie został nazwany „dwustoma dniami grozy”, podczas których przygotowywano linie obronne w Palestynie.
Po zakończeniu wojny cały Bliski Wschód zaczął przechodzić bardzo poważne przemiany geopolityczne. 22 marca 1945 przedstawiciele Królestwa Egiptu, Królestwa Arabii Saudyjskiej, Królestwa Iraku, Republiki Libanu, Republiki Syrii (Mandat Syrii), Emiratu Transjordanii oraz Jemenu spotkali się w celu utworzenia Ligi Państw Arabskich, której celem miało być koordynowanie wspólnej polityki arabskiej. Emirat Transjordanii uzyskał w 1946 niepodległość jako Królestwo Transjordanii. Było ono rządzone przez haszymickiego króla Abdullaha I, jednak w rzeczywistości nadal pozostawało pod silnymi wpływami brytyjskimi. Od 1945 roku Królestwo Egiptu usiłowało renegocjować z Brytyjczykami umowę w sprawie użytkowania Kanału Sueskiego. Pomimo niepodległości, w Egipcie nadal stacjonowały wojska brytyjskie, co było postrzegane przez Egipcjan jako upokarzająca pozostałość kolonializmu. Liban od 1943 istniał jako niezależne państwo, jednak francuskie wojska stacjonowały w nim do 1946. Gdy w 1946 Syria uzyskała niepodległość, wojska francuskie wycofały się z jej terytorium, oraz z sąsiedniego Libanu. W ten sposób powstałym nowym państwom arabskim, nie udawało się jednak koordynować wspólnej polityki. Główną przyczyną były rozbieżne interesy i inne wizje rozwoju regionu. Haszymicki król Abdullah I marzył o zjednoczeniu Transjordanii, Palestyny, Syrii, Libanu i Iraku jako Wielkiej Syrii. Usiłował on bezskutecznie przekonać do tego planu Brytyjczyków. Również większość arabskich przywódców z nieufnością podchodziła do Abdullaha I, popierając ideę unii państw arabskich w ramach istniejącej organizacji Ligi Arabskiej. Tymczasem doświadczenie Holocaustu całkowicie odmieniło świadomość społeczności żydowskiej żyjącej w Palestynie. Ich przywódcy zrozumieli, że tylko własna siła może uchronić w przyszłości Żydów przed powtórzeniem się podobnej tragedii. Szoa stało się więc punktem zwrotnym, determinującym Żydów do walki o własne bezpieczeństwo, niezależność i niepodległy byt państwowy. Ocaleni z zagłady europejscy Żydzi znajdowali się w specjalnych obozach dla przesiedleńców rozproszonych po całej Europie. Liczbę żydowskich uchodźców ocenia się na około 250 tys. Usiłowali oni różnymi drogami przedostać się do Palestyny, napotykali jednak na poważne utrudnienia ze strony brytyjskich władz mandatowych. Anglo-Amerykańska Komisja Śledcza przedstawiła w 1946 raport zalecający natychmiastowe zezwolenie 100 tys. żydowskim uchodźcom na wjazd do Palestyny. Pomimo to Brytyjczycy utrzymali swoje ograniczenia. Jako pierwsza walkę z Brytyjczykami ogłosiła w lutym 1944 organizacja Irgun. Przez cały ten czas, największa żydowska organizacja paramilitarna Hagana utrzymywała współpracę z administracją brytyjską. Sytuacja zmieniła się, gdy nowy brytyjski premier Clement Richard Attlee zapowiedział w lipcu 1945, że rząd Jego Królewskiej Mości nie zamierza zmienić swojej polityki odnośnie do żydowskiej imigracji do Palestyny. W tej sytuacji przywódcy żydowscy podjęli decyzję o uznaniu Brytyjczyków za głównych wrogów w Palestynie. Wszystkie trzy główne żydowskie organizacje (Hagana, Irgun i Lechi) rozpoczęły atakowanie obiektów brytyjskiej administracji. Do najgłośniejszego zamachu doszło 22 lipca 1946, kiedy to Irgun wysadził Hotel King David w Jerozolimie, który był siedzibą brytyjskiego sztabu wojskowego. W zamachu zginęło 91 osób, a 45 zostało rannych. Po zamachu brytyjskie władze zaostrzyły represje wobec żydowskiej społeczności w Palestynie, oraz utworzyły na Cyprze obozy dla internowanych nielegalnych żydowskich imigrantów. Sytuacja wymagała, aby brytyjska armia utrzymywała ponad 100 tys. żołnierzy w Palestynie. Równocześnie brytyjski rząd, za pośrednictwem ministra spraw zagranicznych Ernesta Bevina zrzekł się 14 lutego 1947 roli mediatora w narastającym konflikcie żydowsko-arabskim.
2 kwietnia 1947 sprawa Palestyny została poddana pod obrady Zgromadzenia Ogólnego Organizacji Narodów Zjednoczonych. Od 28 kwietnia do 15 maja 1948 trwała I Sesja Specjalna Zgromadzenia Ogólnego NZ w sprawie Palestyny, która powołała Specjalny Komitet do Spraw Palestyny (ang. United Nations Special Committee on Palestine – UNSCOP). Wysoki Komitet Arabski zajął przy tym stanowisko, że Specjalny Komitet nie ma prawa podejmować żadnych decyzji w sprawie Palestyny, i odmówił współpracy. W międzyczasie następowała stopniowa eskalacja przemocy. 4 maja 1947 członkowie Irgunu zaatakowali brytyjskie więzienie w Akce, uwalniając 28 żydowskich więźniów. Równocześnie mnożyły się akty wzajemnej agresji pomiędzy żydowską i arabską społecznością. 15 sierpnia 1947 wysadzono dom rodziny Labana Abu, zamożnego arabskiego plantatora pomarańczy w pobliżu Petach Tikwa. W zamachu zginęło 12 mieszkańców, w tym 6 dzieci. 31 sierpnia 1947 Specjalny Komitet do Spraw Palestyny zakończył prace nad raportem. Raport w swoich wnioskach końcowych nie był jednoznaczny. Część członków komisji zaproponowała utworzenie oddzielnych państw żydowskiego i arabskiego, połączonych unią gospodarczą. Jerozolima wraz z przyległym obszarem miała pozostać pod nadzorem międzynarodowym. Druga część członków komisji zaproponowała utworzenie federacji żydowsko-arabskiej ze stolicą w Jerozolimie. W wyniku rozbieżności zdań Zgromadzenie Ogólne powołało 23 września Komitet Ad Hoc do Spraw Problemu Palestyńskiego, w skład którego weszli przedstawiciele wszystkich krajów członkowskich Organizacji Narodów Zjednoczonych. Utworzono dwie podkomisje, które zajęły się analizą obu propozycji Specjalnego Komitetu do Spraw Palestyny. Przy czym przedstawiciele większości państw muzułmańskich skoncentrowali się nad drugim projektem, który ostatecznie odrzucili. 29 września wiceprezes Najwyższej Rady Muzułmańskiej Dżamal al-Husajni sprzeciwił się pomysłowi podziału Palestyny na dwa państwa, kwestionując przy tym prawo ONZ do podejmowania decyzji w tej sprawie. W argumentacji podał, że ONZ nie jest spadkobierczynią Ligi Narodów, która utworzyła Mandat Palestyny, wobec tego nie ma prawa decydować w tej sprawie. Stanowisko to poparli prawie wszyscy przedstawiciele państw muzułmańskich. Druga podkomisja pracowała nad propozycją podziału Palestyny na dwa odrębne państwa. 2 października prezes amerykańskiej sekcji Agencji Żydowskiej Abba Hillel Silver zaapelował do podkomisji, aby przyjęto plan utworzenia odrębnego państwa żydowskiego. Plan ten został bez większych zmian zalecony do realizacji. 25 listopada 1947 Komitet Ad Hoc oficjalnie zaakceptował projekt podziału Palestyny. Za głosowało dwadzieścia pięć państw, przeciw trzynaście, a wstrzymało się od głosu siedemnaście.
Zgromadzenie Ogólne zaakceptowało raport Komitetu Ad Hoc i przyjęło 29 listopada 1947 rezolucję nr 181 w sprawie rozwiązania konfliktu arabsko-żydowskiego w Palestynie, poprzez utworzenie dwóch państw: arabskiego i żydowskiego. Oba państwa miały składać się z trzech głównych części, które miały być połączone eksterytorialnymi skrzyżowaniami.
- Państwo żydowskie otrzymało 14 257 km² (56% terytorium Palestyny) – (1) równina przybrzeżna rozciągająca się od Hajfy do Rechowot (2) wschodnia część Galilei z Jeziorem Tyberiadzkim oraz (3) pustynia Negew z dostępem do Morza Czerwonego. Większość jego terytorium stanowiła nienadająca się do celów rolniczych pustynia Negew. Również w obrębie państwa żydowskiego znalazły się arabskie enklawy miast Jafy i Beer Szewy. Ludność wynosiła 905 tys. osób, w tym 498 tys. Żydów (55%) i 407 tys. Arabów (45%)[41].
- Państwo arabskie otrzymało 11 664 km² (42% terytorium Palestyny) – (1) zachodnia część Galilei z Akką (2) Samaria i Judea oraz (3) równina przybrzeżna na południe od Aszdod ze Strefą Gazy i częścią pustyni wzdłuż granicy z Egiptem. Ludność wynosiła 735 tys. osób, w tym 725 tys. Arabów (99%) i 10 tys. Żydów (1%)[41].

Zadanie wprowadzenia w życie planu podziału otrzymała Komisja Narodów Zjednoczonych do Spraw Palestyny (ang. United Nations Palestine Commission – UNPC). Brytyjski Mandat Palestyny miał zakończyć się o północy 14 maja 1948.
Niemal natychmiast po przyjęciu rezolucji nr 181, Agencja Żydowska ogłosiła uznanie jej decyzji jako obowiązującą społeczność żydowską w Palestynie. Natomiast Najwyższa Rada Muzułmańska od razu odrzuciła rezolucję, twierdząc, że narusza ona prawa większości mieszkańców Palestyny. Arabowie spostrzegali plan podziału Palestyny jako niesprawiedliwy, ponieważ oddawał większość terytorium państwa w ręce stanowiącej mniejszość społeczności żydowskiej. Arabscy przywódcy zaczęli wzywać do „zwrócenia Palestyny jej prawowitym mieszkańcom”, „zepchnięcia Żydów do morza” i oczyszczenia Palestyny z „syjonistycznej plagi”. W rezultacie, 30 listopada 1947 doszło do pierwszego aktu przemocy, który został uznany za pierwszy akt wojny domowej w Mandacie Palestyny. Aby wyprzedzić termin zakończenia brytyjskiego mandatu nad Palestyną, żydowscy przywódcy z Dawidem Ben Gurionem na czele ogłosili 14 maja 1948 Deklarację Niepodległości Izraela (15 maja przypadał szabat). W ciągu kilku godzin od proklamacji niepodległości, zaczęła się arabska interwencja zbrojna w Palestynie, która rozpoczęła I wojnę izraelsko-arabską. 14 maja 1948 Palestynę opuścił brytyjski wysoki komisarz Palestyny Alan Cunningham. Przez kilka następnych tygodni w Palestynie pozostawały jeszcze niewielkie brytyjskie siły, skupione głównie w rejonie portu w Hajfie. Ostatni brytyjscy żołnierze opuścili Palestynę 30 czerwca 1948.

## Geografia
Brytyjski Mandat Palestyny obejmował tereny współczesnych państw Jordanii, Izraela oraz Autonomię Palestyńską. Granice Mandatu Palestyny opierały się na Morzu Śródziemnym od zachodu, Francuskim Mandacie Syrii i Libanu i Brytyjskim Mandacie Mezopotamii od północy, Królestwie Arabii Saudyjskiej od wschodu i południa, oraz na Królestwie Egiptu od południowego zachodu.
Mandat Palestyny został pomniejszony w 1922 poprzez utworzenie Emiratu Transjordanii (współczesna Jordania). Na pozostałej części terytorium mandatowego powstały w 1948 państwo Izrael oraz terytoria okupowane przez Egipt i Transjordanię (obecnie obszar Autonomii Palestyńskiej).

## Ustrój polityczny
Po zajęciu podczas I wojny światowej terenów Palestyny przez wojska brytyjskie, obszar ten znalazł się pod brytyjską okupacją wojskową. Na czele brytyjskiej administracji wojskowej stali wysocy przedstawiciele władz Wielkiej Brytanii: Edmund Allenby, sir Arthur Wigram Money i sir Louis Jean Bols.
Gdy po konferencji w San Remo w 1920 przyznano Wielkiej Brytanii mandat nad Palestyną, przystąpiono do procesu tworzenia administracji cywilnej. Najwyższym rangą urzędnikiem reprezentującym Wielką Brytanię w Mandacie Palestyny był wysoki komisarz Palestyny. Jego biuro rozpoczęło swoją działalność w Jerozolimie 1 lipca 1920, i funkcjonowało do 15 maja 1948. Wysoki komisarz był wysłannikiem brytyjskiego króla, a tym samym był szefem rządu oraz zwierzchnikiem wszystkich spraw wojskowych i cywilnych. Do jego kompetencji należało wydawanie nakazów, zleceń i przepisów regulujących wszystkie aspekty życia obywateli. Ponadto komisarz powoływał sędziów. Do jego pomocy powołano naczelnego sekretarza Palestyny, który odpowiadał za całą działalność administracyjną Mandatu Palestyny i pełnił funkcję podobną do wicepremiera.
Brytyjskie władze mandatowe zachowały system milletów obowiązujący w Imperium osmańskim od XVI wieku. Był to porządek prawny określający prawa i obowiązki każdej społeczności narodowo-religijnej w Palestynie. Każdej z nich pozostawiano dość znaczną swobodę co do wyznania i kultury, jednakże nałożono obowiązek płacenia podatków. Wszystkie kwestie natury religijnej i statusu osobistego podlegały jurysdykcji sądów danego wyznania. Władze mandatowe uznały jedenaście milletów (wspólnot religijnych): muzułmanów, żydów i dziewięć wyznań chrześcijańskich. Wszyscy ci, którzy nie byli członkami uznanych wspólnot, byli wyłączeni spod porządku prawnego milletów. W rezultacie nie było możliwości zawierania małżeństw międzywyznaniowych, nie było także ślubów cywilnych. Osobiste kontakty między społecznościami wyznaniowymi były minimalne. Każdy millet posiadał własnego przywódcę religijnego. Millety miały sporo władzy – ustanawiały własne prawa, zbierały i rozdzielały własne podatki. Wszystko czego od nich wymagano to lojalność wobec brytyjskich władz mandatowych.
| Stanowisko                                      | Okres rządów      |
| ----------------------------------------------- | ----------------- |
| Szefowie Brytyjskiej Administracji w Palestynie | 1917–1920         |
| Edmund Allenby                                  | 1917–1918         |
| sir Arthur Wigram Money                         | 1918–1919         |
| sir Louis Jean Bols                             | 1919–1920         |
| Wysocy komisarze Mandatu Palestyny              | 1920–1948         |
| sir Herbert Louis Samuel                        | 1920–1925         |
| sir Gilbert Falkingham Clayton                  | maj-grudzień 1925 |
| Herbert Onslow Plumer                           | 1925–1928         |
| sir Harry Charles Luke (p.o.)                   | 1928              |
| sir John Chancellor                             | 1928–1931         |
| sir Mark Aitchison Young                        | 1931–1932         |
| sir Arthur Grenfell Wauchope                    | 1932–1937         |
| William Denis Battershill                       | 1937–1938         |
| sir Harold MacMichael                           | 1938–1944         |
| John Vereker, 6. wicehrabia Gort                | 1944–1945         |
| sir Alan Cunningham                             | 1945–1948         |

## Podział administracyjny

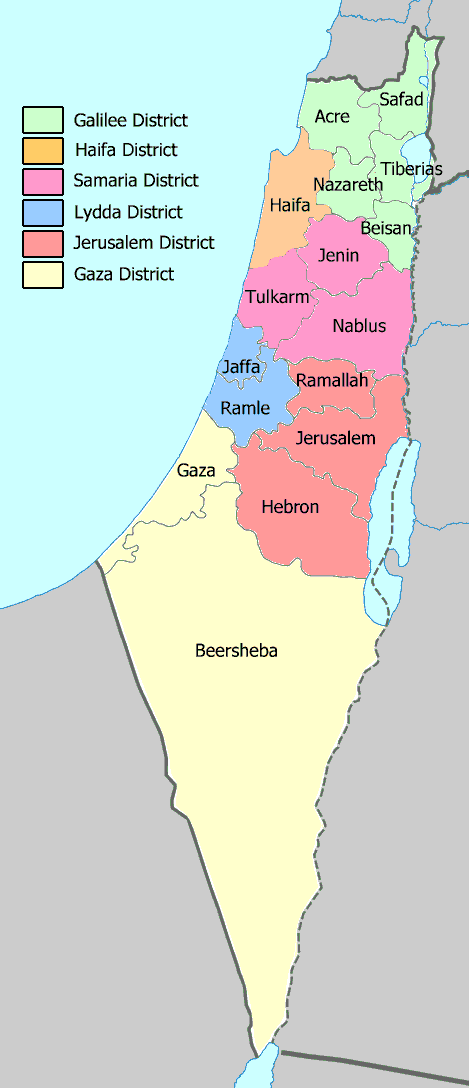
Podział administracyjny Mandatu Palestyny

W czasie funkcjonowania brytyjskiego mandatu obszar Palestyny został podzielony na sześć dystryktów i szesnaście poddystryktów (subdystrykt).
| - dystrykt Galilei - poddystrykt Safed - poddystrykt Akki - poddystrykt Tyberiady - poddystrykt Nazaretu - poddystrykt Beisan - dystrykt Hajfy - poddystrykt Hajfy - dystrykt Samarii - poddystrykt Dżaninu - poddystrykt Tulkarem - poddystrykt Nablus | - dystrykt Lidda - poddystrykt Jafa - poddystrykt Ramla - dystrykt Jerozolima - poddystrykt Jerozolima - poddystrykt Ramallah - poddystrykt Hebron - dystrykt Gaza - poddystrykt Gaza - poddystrykt Beer Szewa |

Każdy dystrykt posiadał własną administrację, na czele której stał komisarz dystryktu, którym zazwyczaj był oficer brytyjskiej armii. Poddystrykty nazywały się od nazw głównych miast i były zarządzane przez asystentów komisarzy dystryktu, wspomaganych przez oficerów dystryktu. Tymi oficerami mogli być Żydzi bądź Arabowie, w zależności od większości etnicznej mieszkańców danego obszaru.

## Siły zbrojne
W Mandacie Palestyny rozmieszczonych było około 100 tys. brytyjskich żołnierzy zorganizowanych w: dwóch dywizjach piechoty, dwóch niezależnych brygadach piechoty, dwóch regimentach zmechanizowanych, kilku jednostkach artylerii i kilku eskadrach lotnictwa. Siły te były jednak systematycznie wycofywane z Palestyny. W lipcu 1947 stacjonowało tutaj 70,2 tys. żołnierzy wspieranych przez 1277 cywilnych kierowców i 28 155 pracowników cywilnych.

## Gospodarka
Podstawę gospodarki Mandatu Palestyny stanowiło rolnictwo. Po przejściu pod brytyjską administrację, około jedna trzecia użytków rolnych Palestyny znajdowała się w posiadaniu potężnych klanów arabskich i lokalnych szejków muzułmańskich. Pozostałe grunty były w posiadaniu zagranicznych organizacji chrześcijańskich (w większości Kościoła Prawosławnego), żydowskich organizacji prywatnych i syjonistycznych, a w mniejszym stopniu w posiadaniu małych społeczności Samarytan, Czerkiesów i bahaistów. Na początku 1931 Mandat Palestyny miał powierzchnię 26 625,6 km², z czego 8 252,9 km² było gruntami ornymi (33% ogółu powierzchni). Oficjalne statystyki podają, że w 1945 Żydzi byli właścicielami 1 393,53 km² ziemi. Przy czym żydowskie tereny rolne koncentrowały się głównie w Galilei i na nadmorskiej równinie Szaron. Jednak oszacowanie powierzchni całości gruntów zakupionych przez Żydów do 15 maja 1948 jest trudne i skomplikowane, ponieważ wiele transakcji odbywało się nielegalnie i poza oficjalną rejestracją. Poza tym brakuje kompletnej dokumentacji dotyczącej koncesji gruntów po 31 marca 1936. Według historyka Avneri, w 1947 Żydzi posiadali 1850 km². Natomiast historyk Stein podaje wartość 2000 km² na 1948. Niemniej wielkość gruntów żydowskich jest i tak łatwiejsza do obliczenia niż arabskie grunty państwowe, które w większości nie były udokumentowane. Z tego powodu wielkość gruntów należących do prywatnych właścicieli muzułmańskich, chrześcijańskich i druzyjskich jest bardzo trudna do określenia. Dane statystyczne opracowane w 1945 przez ONZ podają, że Arabowie byli właścicielami średnio 68% gruntów ornych w dystrykcie, przy czym wielkość ta wahała się od 15% w poddystrykcie Beer Szewy do 99% w poddystrykcie Ramallah.
Poniższe tabele przedstawiają użytkowanie gruntów Palestyny z podziałem na rodzaje zagospodarowania terenu według stanu z dnia 1 kwietnia 1943 oraz własność gruntów z podziałem na dystrykty według stanu z 1945:
| Rodzaj gruntów                     | Powierzchnia całkowita [km²] | Własność Arabów i nie-Żydów | Własność Żydów |
| ---------------------------------- | ---------------------------- | --------------------------- | -------------- |
| Tereny miejskie                    | 146,77                       | 76,66                       | 70,11          |
| Tereny wiejskie zabudowane         | 79,18                        | 36,85                       | 42,33          |
| Uprawy zbóż (podatnicy)            | 6317,29                      | 5503,18                     | 814,1          |
| Uprawy zbóż (zwolnione z podatków) | 951,34                       | 900,29                      | 51,05          |
| Plantacje                          | 1175,3                       | 1079,79                     | 95,51          |
| Cytrusy                            | 286,76                       | 145,57                      | 141,19         |
| Banany                             | 3,73                         | 2,30                        | 1,43           |
| Nieużytki                          | 17224,33                     | 16925,81                    | 298,52         |
| Całkowita powierzchnia             | 26184,7                      | 24670,46                    | 1514,25        |

| Nazwa dystryktu        | Własność Arabów | Własność Żydów | Własność publiczna lub inna |
| ---------------------- | --------------- | -------------- | --------------------------- |
| Poddystrykt Safed      | 68%             | 18%            | 14%                         |
| Poddystrykt Akki       | 87%             | 3%             | 10%                         |
| Poddystrykt Tyberiady  | 51%             | 38%            | 11%                         |
| Poddystrykt Nazaretu   | 52%             | 28%            | 20%                         |
| Poddystrykt Beisan     | 44%             | 34%            | 22%                         |
| Poddystrykt Hajfy      | 42%             | 35%            | 23%                         |
| Poddystrykt Dżaninu    | 84%             | < 1%           | 16%                         |
| Poddystrykt Tulkarem   | 78%             | 17%            | 5%                          |
| Poddystrykt Nablus     | 87%             | < 1%           | 13%                         |
| Poddystrykt Jafa       | 47%             | 39%            | 14%                         |
| Poddystrykt Ramla      | 77%             | 14%            | 9%                          |
| Poddystrykt Jerozolima | 84%             | 2%             | 14%                         |
| Poddystrykt Ramallah   | 99%             | < 1%           | 1%                          |
| Poddystrykt Hebron     | 96%             | < 1%           | 4%                          |
| Poddystrykt Gaza       | 75%             | 4%             | 21%                         |
| Poddystrykt Beer Szewa | 15%             | < 1%           | 85%                         |

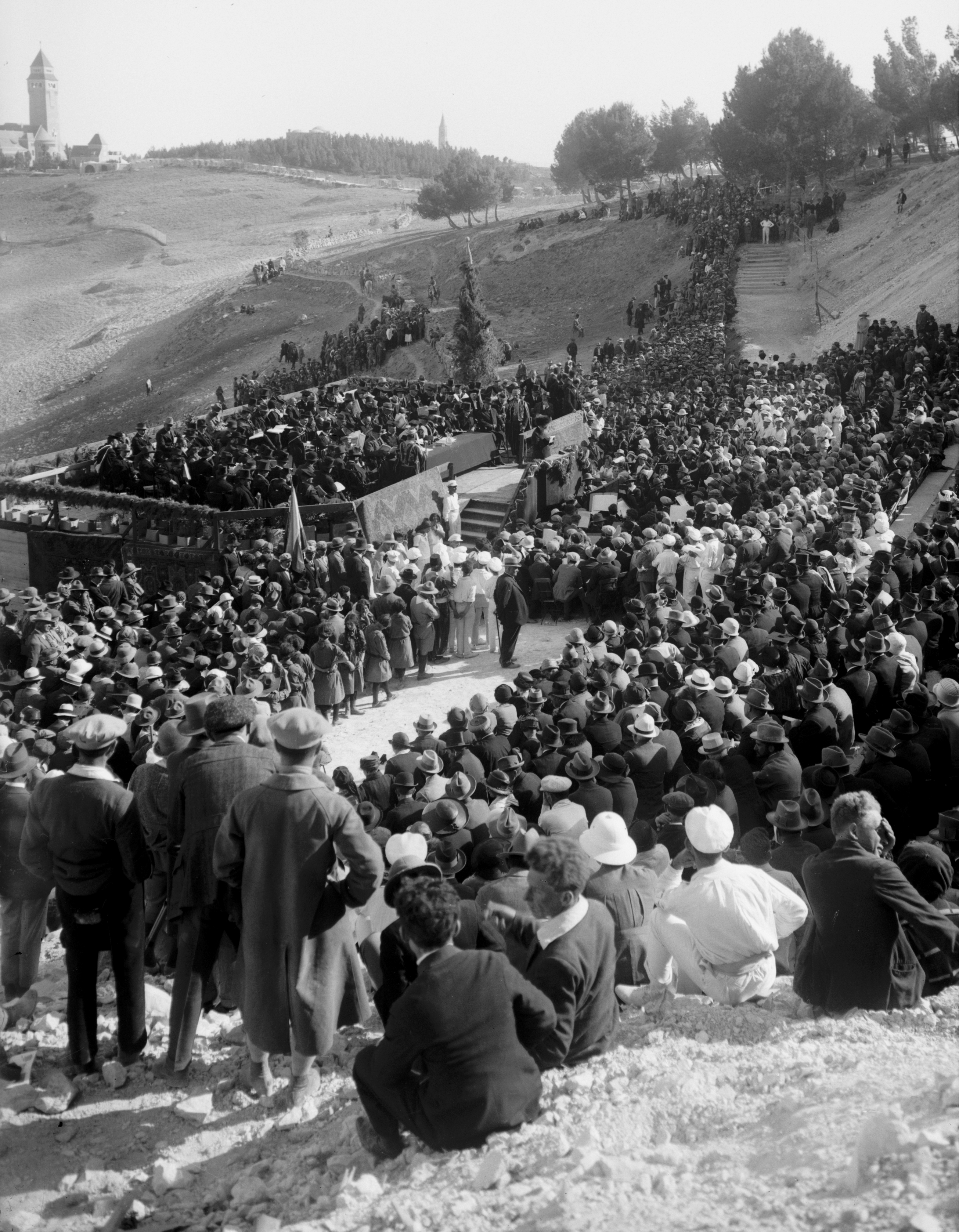
Uroczystość otwarcia Uniwersytetu Hebrajskiego w Jerozolimie, 1925

31 sierpnia 1947 Specjalny Komitet do Spraw Palestyny zakończył prace nad raportem. Liczbę ludności Mandatu Palestyny oszacowano na ponad 1,6 mln, z czego około 1,1 mln Arabów i ponad 500 tys. Żydów. Przy czym ludność arabska była równomiernie rozmieszczona na całej powierzchni kraju, a ludność żydowska skupiała się w kilku większych miastach oraz skupiskach osad wiejskich. Społeczność żydowska była jednak lepiej przygotowana do stworzenia własnego samodzielnego państwa. Żydzi swoją organizację narodową opierali na wzorcach cywilizacji Zachodu. Na czele społeczności stały instytucje wybierane w powszechnych wyborach. Przywódcy cieszyli się dużym autorytetem i szacunkiem. Poprzez organizacje syjonistyczne posiadali oni sprawnie działające przedstawicielstwo polityczne i dyplomatyczne. Natomiast społeczność arabska opierała się na więzach klanowych, a nie rodzinnych. Największe wpływy posiadał Al-Hadżdż Muhammad Amin al-Husajni, był on jednak zmuszony za swoją działalność anty-brytyjską do przebywania na emigracji. Gospodarka obu społeczności opierała się na rolnictwie, jednak Żydzi sprzedawali 75% produkcji, a Arabowie zaledwie 25%. Wynikało to przede wszystkim z faktu, że żydowskie gospodarstwa były nastawione na intensywną produkcję rolniczą z wykorzystaniem najnowszych rozwiązań agrotechnicznych. Arabskie gospodarstwa były niewielkimi rodzinnymi firmami, opierającymi się na przestarzałych metodach upraw bez wykorzystania techniki. Żydowska średnia klasa była dobrze wykształcona i przyjechała do Palestyny z wysoko rozwiniętej technologicznie Europy. Miało to decydujący wpływ na rozwój żydowskich przedsiębiorstw i rozbudowę rodzimego przemysłu. Informacje te miały swoje odzwierciedlanie w danych statystycznych. W latach 1922–1947 roczna stopa wzrostu gospodarczego w sektorze żydowskim wynosiła 13,2%, natomiast w sektorze arabskim 6,5%. Odpowiednio w przeliczeniu na jednego mieszkańca wskaźnik ten wynosił 4,8% i 3,6%. W 1936 sektor żydowski dominował nad sektorem arabskim, i przeciętnie żydowski obywatel zarabiał 2,6 raza więcej od arabskiego obywatela Palestyny.

## Nauka i edukacja
Edukacja w Mandacie Palestyny była dostępna dla wszystkich dzieci i młodzieży, bez względu na narodowość lub przekonania religijne. Władze mandatowe zapewniały społeczności arabskiej i żydowskiej możliwość utrzymywania własnych szkół, w których dzieci i młodzież mogły uczyć się własnego języka oraz poznawać własną kulturę. Jedynym ograniczeniem była konieczność dostosowania się do obowiązkowego programu nauczania narzuconego przez władze mandatowe.
Z wyższych uczelni najstarszym uniwersytetem był założony w 1918 i oficjalnie otwarty w 1925 Uniwersytet Hebrajski w Jerozolimie. W 1924 w Hajfie otworzono Instytut Technologii – Technion.

## Demografia
W 1920 obszar Palestyny zamieszkiwała wieloetniczna populacja licząca około 750 tys. ludzi. W liczbie tej większość stanowili muzułmańscy Arabowie, obok których żyli Żydzi, Beduini, Syryjczycy, Druzowie, Czerkiesi, Egipcjanie i Grecy. Brytyjczycy przeprowadzili dwa powszechne spisy ludności Mandatu Palestyny. Przeprowadzony w 1922 spis wykazał obecność 757182 mieszkańców, w tym 78% muzułmanów, 11% żydów i 9,6% chrześcijan. Drugi spis przeprowadzony w 1931 wykazał 1035154 mieszkańców, w tym 73,4% muzułmanów, 16,9% żydów i 8,6% chrześcijan. Bardzo duża rozbieżność między danymi obu spisów wynika z faktu żydowskiej imigracji masowo napływającej do Palestyny. Dodatkowym czynnikiem była wysoka dzietność arabskich rodzin. W następnych latach nie przeprowadzono już żadnego spisu ludności, prowadzono jednak dokumentację dotyczącą urodzeń, zgonów i legalnej imigracji. Na podstawie tych danych przeprowadzono badania demograficzne, które ustaliły, że w 1945 w Palestynie żyło 1764520 mieszkańców, w tym 1061279 muzułmanów, 553600 żydów, 135550 chrześcijan i 14100 wyznawców innych grup wyznaniowych.
| Rok  | Liczba ludności (udział w populacji) | Muzułmanie      | Żydzi         | Chrześcijanie | Inni        |
| ---- | ------------------------------------ | --------------- | ------------- | ------------- | ----------- |
| 1922 | 752.048                              | 589.177 (78%)   | 83.790 (11%)  | 71.464 (10%)  | 7.617 (1%)  |
| 1931 | 1.036.339                            | 761.922 (74%)   | 175.138 (17%) | 89.134 (9%)   | 10.145 (1%) |
| 1945 | 1.764.520                            | 1.061.270 (60%) | 553.600 (31%) | 135.550 (8%)  | 14.100 (1%) |

| Dystrykt               | Liczba ludności w 1945 | Muzułmanie    | Żydzi         | Chrześcijanie |
| ---------------------- | ---------------------- | ------------- | ------------- | ------------- |
| Poddystrykt Safed      | 56 970                 | 47 310 (83%)  | 7170 (13%)    | 1630 (3%)     |
| Poddystrykt Akki       | 73 600                 | 51 130 (69%)  | 3030 (4%)     | 11 800 (16%)  |
| Poddystrykt Tyberiady  | 41 470                 | 23 940 (58%)  | 13 640 (33%)  | 2470 (6%)     |
| Poddystrykt Nazaretu   | 49 910                 | 30 160 (60%)  | 7980 (16%)    | 11 770 (24%)  |
| Poddystrykt Beisan     | 24 950                 | 16 660 (67%)  | 7590 (30%)    | 680 (3%)      |
| Poddystrykt Hajfy      | 253 450                | 95 970 (38%)  | 119 020 (47%) | 33 710 (13%)  |
| Poddystrykt Dżaninu    | 61 210                 | 60 000 (98%)  | – (< 1%)      | 1210 (2%)     |
| Poddystrykt Tulkarem   | 93 220                 | 76 460 (82%)  | 16 180 (17%)  | 380 (1%)      |
| Poddystrykt Nablus     | 94 600                 | 92 810 (98%)  | – (< 1%)      | 1560 (2%)     |
| Poddystrykt Jafa       | 409 290                | 95 980 (24%)  | 295 160 (72%) | 17 790 (4%)   |
| Poddystrykt Ramla      | 134 030                | 95 590 (71%)  | 31 590 (24%)  | 5840 (4%)     |
| Poddystrykt Jerozolima | 253 270                | 104 460 (41%) | 102 520 (40%) | 46 130 (18%)  |
| Poddystrykt Ramallah   | 48 930                 | 40 520 (83%)  | – (< 1%)      | 8410 (17%)    |
| Poddystrykt Hebron     | 93 120                 | 92 640 (99%)  | 300 (< 1%)    | 170 (< 1%)    |
| Poddystrykt Gaza       | 105 540                | 145 700 (97%) | 3540 (2%)     | 1300 (1%)     |
| Poddystrykt Beer Szewa | 7000                   | 6270 (90%)    | 510 (7%)      | 210 (3%)      |